# Guillermo José Ruiz Argüelles
Guillermo José Ruiz Argüelles (Puebla, México, 1951) es un destacado hematólogo, investigador y académico mexicano conocido por sus contribuciones pioneras en el campo de la hematología, especialmente en el desarrollo de métodos innovadores para trasplantes de médula ósea. Su trabajo ha revolucionado la atención médica en México al adaptar técnicas avanzadas a las realidades económicas y sociales del país, destacando por el "método mexicano" de trasplante ambulatorio. Con más de 400 publicaciones científicas, varios libros y una extensa lista de reconocimientos, ha dejado una huella significativa en la investigación, la educación médica y el tratamiento de enfermedades hematológicas.